# Poljsko-ruska vojna (1792)
Poljsko-ruska vojna leta 1792 se je pričela brez vojne napovedi, ko je 18. maja 1792 ruska vojska napadla poljsko ozemlje. 